# 物理教育
物理教育是全世界的中学和大学教育的一个重要组成部分。许多综合大学都拥有物理专业。由于物理学是自然科学和工程技术的基础学科，因此物理也是取得科学和工程学位的必修课程。
物理教育可分为普通物理，物理专业的基础通修课，和依专业不同的高等课程。

## 普通物理学
普通物理学着重介绍各种物理现象和基本的物理方法，大部分内容属于经典物理学的范围。其脉络主要是根据人们对日常生活现象的常识性划分。日常生活中的物理现象一般被分为“力、热、声、光、电、磁”等，普通物理也相应分为经典力学（含声学）、热学、电磁学和光学。普通物理学的许多基础概念在中学就已经引入。
在中国大陆的大学本科教育中，“普通物理”（普物）一般指物理专业的学生所修的基础物理课程，而其他科学和工程专业所修的课程一般称作大学物理。

## “四大力学”
对于物理专业的学生，在修完普通物理後，还要系统的学习物理学的核心理论，也就是常被称为“四大力学”的物理通修课程。包括理论力学（有时候被称为分析力学）、统计力学（也叫做热力学和统计物理）、电动力学和量子力学。这些理论是物理学中牢牢建立起来的基础理论。

## 高等课程
物理专业一般可划分为两个大的方向：凝聚体物理学和粒子物理。对于前者，必修的课程还包括固体物理（或者更广泛的，凝聚体物理）和固体理论（主要内容是多体物理理论），后者包括粒子物理和量子场论。